# 카미키타 후타고
카미키타 후타고(일본어: 上北ふたご 가미키타 후타코[*], 1960년 8월 11일 ~ )는 일본의 쌍둥이 만화가 자매의 필명이다. 고치현 출신이다.

## 개요
필명에서 보이듯이, 쌍둥이 자매이다.(ふたご(후타고)는 쌍둥이란 의미) 이전 필명은 카미키타자와 후타고(上北沢ふたご), 카미키타 시마이(上北姉妹), 카미키타 후타고(上北双子) 등이다. 본명은 카미키타 미나(上北実那, 언니), 카미키타 키사(上北希沙, 동생).
사사가와 히로시사무소의 애니메이터, 캐릭터 디자이너를 거치고 만화가로 이전하였다.
2002년에「부르면 뛰어가! 아쿠비짱(よばれてとびでて!アクビちゃん, 코단샤나카요시연재)」로 연재데뷔했다.
현재 만화가로서「프리큐어 시리즈」를 나카요시에서 연재, 극장작품의 단행본을 새로그리고 「아쿠비걸(アクビガール)」을 나카요시 러블리에서 연재하면서 「유희왕 듀얼몬스터 DX」의 게스트몬스터의 디자인을 담당등 애니메이션계열의 일도 계속하고 있다. 2008년 1월부터 방영을 시작한「얏타맨(ヤッターマン)」(리메이크판)에서는 메인스탭으로 캐릭터 디자인을 다루고 있다. 그 외에도 난크로의 삽화도 맡고 있다.

## 대표작
- 제멋대로 마타타비 시스터즈(きまぐれマタタビシスターズ) (나카요시,룬룬 (코단샤)) ※이 때에는 카미키타자와 후타고명의
- 부르면 뛰어나가! 아쿠비짱(よばれてとびでて!アクビちゃん) (나카요시 (코단샤))
- 프리큐어 시리즈(プリキュアシリーズ) (나카요시 (코단샤))
- 영화 두 사람은 프리큐어 시리즈 (단행본 (코단샤))

## 캐릭터 디자인
- 타임 보칸 시리즈(タイムボカンシリーズ)
  - 얏토뎃타맨(ヤットデタマン) (서브캐릭터디자인)
  - 역전! 잇파츠맨(逆転!イッパツマン) (서브캐릭터디자인)
  - 이타다키맨(イタダキマン) (서브캐릭터디자인)
  - 타임 보칸 2000 괴도 키라메키맨(タイムボカン2000 怪盗きらめきマン)
  - 얏타맨 (리메이크판) (ヤッターマン (リメイク版))
- 잘 부탁해 메카독(よろしくメカドック)

## 같이 보기
- 나카요시